# Lichères-près-Aigremont
Lichères-près-Aigremont è un comune francese di 180 abitanti situato nel dipartimento della Yonne nella regione della Borgogna-Franca Contea.

## Società

### Evoluzione demografica
Abitanti censiti